# Môi trường không gian
Môi trường không gian là một nhánh của ngành du hành vũ trụ, kỹ thuật hàng không vũ trụ và vật lý không gian tìm cách hiểu và giải quyết các điều kiện tồn tại trong không gian ảnh hưởng đến việc thiết kế và vận hành tàu vũ trụ. Một chủ đề liên quan là thời tiết không gian, liên quan đến các quá trình động trong hệ mặt trời có thể gây ra hiệu ứng trên tàu vũ trụ, nhưng điều đó cũng có thể ảnh hưởng đến bầu khí quyển, tầng điện ly và trường địa từ, tạo ra một số loại hiệu ứng khác đối với công nghệ của con người.
Hiệu ứng trên tàu vũ trụ có thể phát sinh từ bức xạ, các mảnh vụn vũ trụ và tác động của thiên thạch, lực cản của khí quyển trên và lực tĩnh điện của tàu vũ trụ.
Bức xạ trong không gian thường đến từ ba nguồn chính: (i) vành đai bức xạ Van Allen; (ii) các sự kiện proton mặt trời và các hạt năng lượng mặt trời; và (iii) các tia vũ trụ thiên hà. Đối với các nhiệm vụ trong thời gian dài, liều phóng xạ cao có thể làm hỏng các linh kiện điện tử và pin mặt trời. Một mối quan tâm chính cũng là "hiệu ứng sự kiện đơn lẻ" do bức xạ, chẳng hạn như sự kiện đơn lẻ. Các nhiệm vụ có người lái thường tránh các vành đai bức xạ và trạm vũ trụ quốc tế ở độ cao thấp hơn các khu vực nghiêm trọng nhất của vành đai bức xạ. Trong các sự kiện năng lượng mặt trời (các bão mặt trời và sự phóng lửa của vành nhật hoa), các hạt có thể được tăng tốc lên năng lượng rất cao và có thể đến Trái đất trong thời gian ngắn nhất là 30 phút (nhưng thường mất vài giờ). Những hạt này chủ yếu là các proton và các ion nặng hơn có thể gây tổn hại bức xạ, làm gián đoạn các mạch logic và thậm chí là mối nguy hiểm cho các phi hành gia. Các nhiệm vụ có người lái đến Mặt Trăng và trở về hoặc du hành tới Sao Hỏa sẽ phải đối phó với các vấn đề lớn do các sự kiện hạt mặt trời gây ra đối với an toàn bức xạ, ngoài ra còn có sự đóng góp quan trọng đối với liều lượng từ các tia vũ trụ mức thấp.